# Prințesa Mariana a Țărilor de Jos
Prințesa Marianne a Olandei, Prințesă de Orange-Nassau (Wilhelmina Frederika Louise Charlotte Marianne; 9 mai 1810 – 29 mai 1883), a fost membră a Casei de Orange-Nassau, prin naștere Prințesă a Olandei iar prin căsătorie Prințesă a Prințesă a Prusiei.

## Date biografice

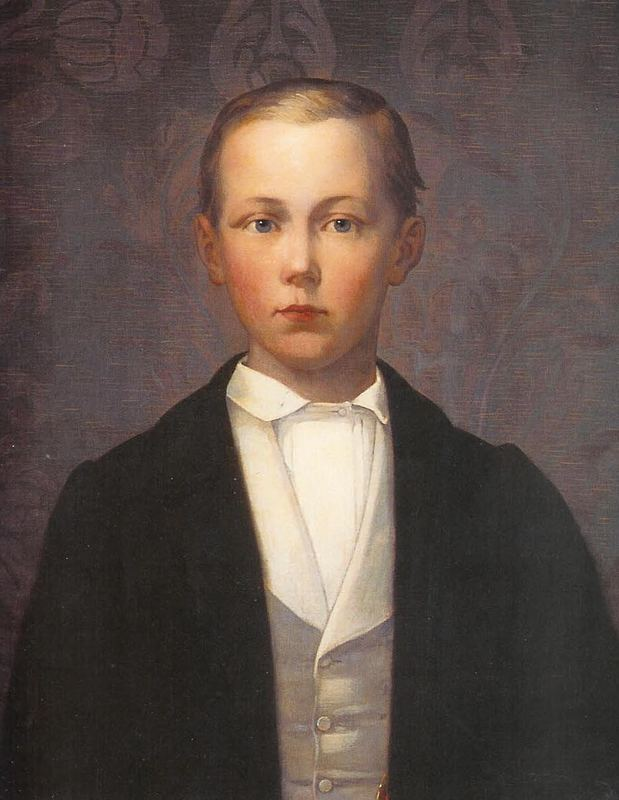
Johannes Wilhelm von Reinhartshausen, fiul Prințesei Marianne și Johannes van Rossum.

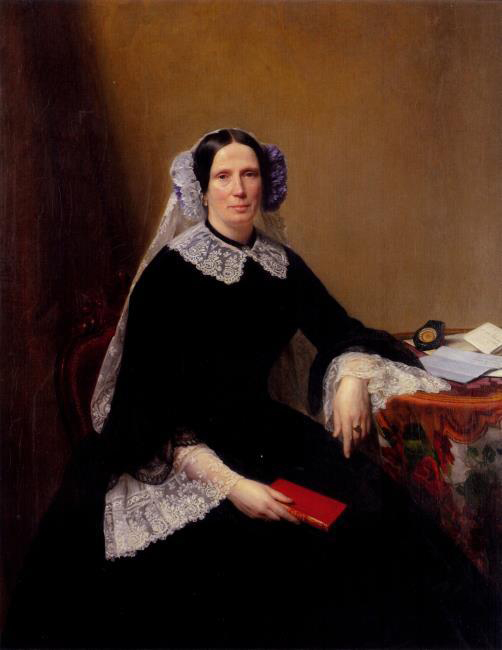
Prințesa Marianne a Olandei în ultimii ani (ca. 1880).

Născută la Berlin, ea a fost ce mai mic copil și a doua fiică a regelui William I al Olandei și a soției lui Wilhelmine a Prusiei. Sora sa mai mare, Pauline, a murit în 1806, cu mult înaintea nașterii sale, așa încât Marianne a fost singura fiică a părinților săi. Frații ei mai mari au fost regele William al II-lea și Prințul Frederik al Olandei. 
La Haga la 14 septembrie 1830, Marianne s-a căsătorit cu vărul ei primar Prințul Albert al Prusiei, al patrulea fiu al fratelui mamei sale, regele Frederick William al III-lea al Prusiei. Din căsătorie au rezultat patru copii:
- Frederika Louise Wilhelmine Marianne Charlotte (n. Schloss Schönhausen, în apropierea  Berlinului, 21 iunie 1831 - d. Meiningen, 30 martie 1855), căsătorită la 18 mai 1850 cu viitorul Georg al II-lea, Duce de Saxa-Meiningen.

- Frederick Wilhelm Nikolaus Albert (n. Berlin, 8 mai 1837 - d. Kamenz, 13 septembrie 1906).

- Frederika Louise Wilhelmine Elisabeth (n. Kamenz, 27 august 1840 - d. Kamenz, 9 October 1840).

- Frederika Wilhelmine Louise Elisabeth Alexandrine (n. Berlin, 1 februarie 1842 - d. Schloss Marley, 26 martie 1906), căsătorită la 9 decembrie 1865 cu Wilhelm de Mecklenburg-Schwerin.

În 1845 și-a părăsit soțul necredincios și a început să trăiască cu iubitul ei, fostul vizitiu Johannes van Rossum. La 28 martie 1849, Marianne și Albert al Prusiei au divorțat oficial. Șapte luni mai târziu (30 octombrie) la Cefalù, Sicilia, ea a născut singurul copil al lui van Rossum, un fiu numit Johannes Wilhelm von Reinhartshausen. După acest lucru, curțile de la Haga și Berlin au întrerupt orice contact cu ea. Marianne, Johannes și fiul lor au trăit următorii ani în Italia și Erbach. 
În 1855 Marianne a cumpărat "Schloss Reinhartshausen" din Erbach din care a făcut un centru cultural al Rinului. O parte a Schloss-ului a devenit muzeu cunoscut astăzi drept Festsäle. Schloss a fost întotdeauna vibrant, cu mulți oaspeți și Marianne încurajat tinerii artiști, oferindu-le cazare. 180 de picturi, 110 desene și mai multe sculpturi pot fi găsite acolo și astăzi.
În ziua de Crăciun a anului 1861, fiul ei Johannes Wilhelm a murit de pneumonie la Reinhartshausen la vârsta de 12 ani. În onoarea lui, Marianne a donat 60.000 de guldeni localnicilor din Erbacher pentru o bucată de pământ pentru construirea unei bisericii. Biserica a fost construită iar Johannes a fost îngropat sub altarul acesteia.  Biserica, numită după Johannes, este biserica protestantă de astăzi din Erbach.
Doisprezece ani mai târziu, la 10 mai 1873, Johannes van Rossum, partenerul pentru aproape 30 de ani al Mariannei a murit la vârsta de 64 de ani. A fost înmormântat alături de fiul său. Marianne i-a supraviețuit 10 ani și a murit la Schloss Reinhartshausen, la doisprezece zile după aniversarea a 73 de ani. A fost înmormântată alături de Johannes van Rossum ți de fiul lor.
Fiul ei cel mare, Prințul Albert al Prusiei a moștenit Schloss Reinhartshausen. În 1940, nepotul ei, Prințul Frederick Heinrich al Prusiei - fiul lui Albert - a moțtenit proprietatea. Astăzi Schloss Reinhartshausen este hotel de cinci stele.